# Advance to the Rear
Advance to the Rear é um filme estadunidense, de 1964, em preto e branco, dos gêneros comédia e faroeste, dirigido por George Marshall, roteirizado por Samuel A. Peeples e William Bowers, música de Randy Sparks.

## Sinopse
Guerra civil, uma tropa nortista de desajustados é enviada para o oeste, fora das atividades militares. Mas se encarrega de capturar um espião rebelde e salvar um carregamento de ouro.

## Elenco
- Glenn Ford ....... Capitão Jared Heath
- Stella Stevens ....... Martha Lou Williams
- Melvyn Douglas ....... Coronel Claude Brackenbury
- Jim Backus ....... General Willoughby
- Joan Blondell ....... Easy Jenny
- Andrew Prine ....... Soldado Owen Selous
- Jesse Pearson ....... Cabo Silas Geary
- Alan Hale Jr. ....... Sargento Beauregard Davis
- James Griffith ....... Hugo Zattig
- Whit Bissell ....... Capitão Queeg
- Michael Pate ....... Thin Elk
- Preston Foster ....... General Bateman (Não creditado)